# Lactoria fornasini
A Lactoria fornasini a csontos halak (Osteichthyes) főosztályának a sugarasúszójú halak (Actinopterygii) osztályához, ezen belül a gömbhalalakúak (Tetraodontiformes) rendjéhez és a bőröndhalfélék (Ostraciidae) családjához tartozó faj.

## Előfordulása
A Lactoria fornasini elterjedési területe az Indiai-óceán és a Csendes-óceán; Kelet-Afrikától Hawaiig, északon Japánig, míg délen a Lord Howe-szigetcsoportig. Az Atlanti-óceán délkeleti részén is megtalálható, egészen Dél-Afrika délkeleti részéig.

## Megjelenése
Ez a halfaj legfeljebb 23 centiméter hosszú. Erős tüske ül a háta közepén.

## Életmódja
A Lactoria fornasini tengeri halfaj, amely a korallzáronyokon él. 5-80 méteres mélységben tartózkodik. A hím területvédő.

## Felhasználása
Ipari mértékű halászata nincs. Az akváriumoknak fognak be belőlük.
Mérgező halfaj!